# Бурес, Дорис
Дорис Бурес (нем. Doris Bures; род. 3 августа 1962, Вена) — австрийский политический и государственный деятель. Член Социал-демократической партии Австрии (СДПА). Заместитель председателя Национального совета (нижней палаты парламента) Австрии с сентября 2014 года. С лета 2016 года, после ухода в отставку действующего президента и до конца января 2017 года — одна из трёх исполняющих обязанности президента Австрии.

## Политическая карьера
Дорис Бурес посещала торговую школу в Вене и работала ассистенткой в частной зубной клинике. Её политическая карьера началась в 1980 году, когда она принимала участие в федеральном секретариате Социалистической молодежи (нем. Bundes-Sekretariat der Sozialistischen Jugend). В 1987 году она вошла в состав районного совета Вена-Лизинг. Одновременно она вошла в региональное руководство Социалистической партии Австрии, получив должность секретаря венской партийной организации в 1988 году. В 1990 году она впервые была избрана в австрийский парламент. Позже она заняла должность исполнительного директора СДПА, и оставалась на ней с 2000 по 2007 год, а также на небольшой срок накануне федеральных выборов вновь занимала эту должность в июне — ноябре 2008 года.

## Карьера в Правительстве
11 января 2007 года впервые вошла в состав правительства, заняв к кабинете Альфреда Гузенбауэра должность министра без портфеля. 1 марта 2007 года получила портфель министра по делам женщин, средств массовой информации и общественной службы. 2 декабря 2008 года заняла пост министра транспорта, инноваций и технологии в правительстве Вернера Файмана.

## Работа в парламенте
Избрана в Национальный совет, с 2014 года — его председатель. С 8 июля 2016 года исполняла по 4 декабря 2016 года обязанности Президента Австрии в числе тройки.

## Награды
- Командорский крест I степени Почётного знака «За заслуги перед Австрийской Республикой» (2001)[3];
- Большой крест I степени Почётного знака «За заслуги перед Австрийской Республикой» (2011)[3];
- Золотой Почётный знак со звездой земли Штирия[нем.] (2019)[4].